# Løten (plaats)
Løten is een plaats in de gelijknamige Noorse gemeente Løten, fylke Innlandet. Løten telt 2515 inwoners (2007) en heeft een oppervlakte van 1,93 km².

## Geboren in Løten
- Ivar Martinsen (1920-2018), schaatser

Ådalsbruk · Jønsrud · Løiten Brænderi · Løten · Oppegård · Roko · Ruskåsen · Slettmoen